# Théodore Steeg
Théodore Steeg (Libourne, 19 dicembre 1868 – Parigi, 19 dicembre 1950) è stato un politico francese.
È stato il Primo Ministro della Francia dal 13 dicembre 1930 al 27 gennaio 1931.